# 吉田海偉
小西 海偉（こにし かいい、1981年5月16日 - ）は、日本の卓球選手。
高校1年時中華人民共和国からの帰化選手であり、中国名は宋海偉、旧登録名は吉田 海偉（よしだ かいい）。河北省辛集市出身。一人っ子。178cm、70kg。2016-17年シーズンはポーランドのKS UNIA AZS AWFiS Gdańsk所属および2017年4月より東京アート。グローバルアスリートプロジェクト所属。

## 経歴
7歳から卓球を始め、高校1年の時に来日。青森山田高校、青森大卒業。2004年3月に日本に帰化。名前を吉田海偉と改める。この名前は高校時代の恩師である吉田安夫監督（青森山田高校）から来ている。高校時代に異例のインターハイ男子シングルス3連覇を成し遂げた。
2004年度全日本卓球選手権大会において初出場初優勝の快挙を達成。このときの優勝インタビューにおいて「優勝は当たり前」という印象的な言葉を残した。さらに続く2005年度全日本卓球選手権大会において2連覇を達成。
国内ではほぼ敵無しといって良いほどの活躍を見せ、世界卓球選手権代表になるなど日本のエースとして活躍していたが、2006年度・2007年度の全日本選手権では水谷隼に決勝で敗れ、2008年度には高校生の松平健太に準決勝で敗れ、2009年度の全日本選手権では水谷隼に決勝で敗れるなど、若手選手の成長もあり、近年は以前ほどコンスタントに上位進出を果たすことが出来なくなっている。
国際試合では、2005年あいおいトヨタカップ決勝でアテネ五輪金メダリストの柳承敏（韓国）にマッチポイントまで迫ったり2006年のアジアカップで世界ランク12位（当時）の荘智淵（台湾）に勝利するなどの快挙を見せている。プロツアーではゾラン・プリモラッツに勝利、2008年の世界卓球広州大会では再び台湾のエース荘智淵を破るなど活躍した。
2009年は世界卓球選手権横浜大会において、男子シングルスベスト8に入る。2010年5月、世界卓球選手権モスクワ大会において、男子団体メンバーとして銅メダルを獲得、同年6月5日、グランドプリンスホテル高輪で小西杏と結婚した。
2015-16シーズン卓球ブンデスリーガのKS UNIA AZS AWFiS Gdańsk所属していたために2016年の全日本卓球選手権大会はリーグを優先し出場を断念、2017年の全日本卓球選手権大会では準決勝に進出した。
2022年、ポーランドのスーパーリーグの「デコルグラス・ジャウドボ」との契約を発表した。
2023年には Tリーグの静岡ジェードに入団。
2024年8月21日、自身が講師を務める卓球スクールの生徒の母親の体をわいせつ目的で触ったとして、警察に逮捕された。

## プレースタイル
現在では少数派になっている片面ペンホルダーのドライブ主戦型で、世界レベルから見てもトップクラスのドライブを持つ（松下浩二談）が、台上技術が弱い事が知られている。フットワークをフルに使う戦型のため身体の故障も抱えており、2005年は腱鞘炎、2006年は肩を故障するなどしている。

## 戦歴
- 1997年 全国高等学校総合体育大会卓球男子単優勝
- 1998年 全国高等学校総合体育大会卓球男子単優勝（2連覇）
- 1999年 全国高等学校総合体育大会卓球男子単優勝（3連覇）
- 2000年 全日本学生卓球選手権大会男子シングルス優勝
- 2001年 全日本学生卓球選手権大会男子シングルス3位、ダブルス優勝
- 2005年1月 全日本卓球選手権大会男子シングルス優勝
- 2005年2月 ジャパントップ12卓球大会優勝
- 2005年12月 あいおい・トヨタカップ準優勝
- 2006年1月 全日本卓球選手権大会男子シングルス優勝（2連覇）
- 2006年2月 ジャパントップ12卓球大会優勝（2連覇）
- 2006年 プロツアー（セルビア）　男子シングルス　優勝
- 2005年 アジアカップ男子シングルス4位
- 2007年1月 全日本卓球選手権大会男子シングルス準優勝
- 2007年2月 ジャパントップ12卓球大会優勝（3連覇）
- 2008年1月 全日本卓球選手権大会男子シングルス準優勝
- 2008年2月 ジャパントップ12卓球大会優勝（4連覇）
- 2008年2－3月 卓球世界選手権（広州）男子団体3位
- 2009年5月 卓球世界選手権（横浜）　男子シングルス　ベスト8
- 2010年1月 全日本卓球選手権大会男子シングルス準優勝
- 2011年10月 第66回国民体育大会（山口国体）卓球競技会：成年男子優勝 山口県(吉田･岸川･平野)
- 2017年10月 ポーランドオープン　シングルス　準優勝

## テレビ番組
- 卓球ジャパン! 小西海偉ついにスタジオ初登場！（2023年9月9日、BSテレ東）[8]
- 卓球ジャパン! 小西海偉・杏・紅偉！一家勢揃いSP（2023年9月16日、BSテレ東）[9]